# Ager sanguinis
En la batalla de Ager Sanguinis, también conocida como Campo de Sangre o Batalla de Sarmeda, el ejército del principado de Antioquía, conducido por Roger de Salerno fue derrotado por el ejército del musulmán ortóquida al mando de Ilghazi ibn Artuk el 28 de junio de 1119.

## Contexto
A raíz de la primera cruzada, se establecieron en Tierra Santa varios territorios gobernados por caballeros cristianos. En 1119 los territorios eran, el Condado de Edesa (gobernado por Joscelino I de Edesa ), el Principado de Antioquía (cuyo príncipe era Bohemundo II de Antioquía, aún niño, y regentado por Roger de Salerno) el Condado de Trípoli (gobernado por Ponce de Trípoli), y el reino de Jerusalén (gobernado por Balduino II). Las disputas por el control del territorio, a través de ciudades fortificadas, entre los señores cristianos y los musulmanes ortóquidas eran constantes.
En la primavera de 1119, la ciudad de Alepo se había colocado bajo la protección de Ilghazi el Ortóquida, pero estaba prácticamente rodeada por territorios controlados por Roger de Salerno.
Ilghazi recorrió todos sus territorios, y pidió ayuda a otros reinos musulmanes, reuniendo un ejército de unos cuarenta mil hombres. Roger de Salerno pidió ayuda a Balduino de Jerusalén y a Ponce de Trípoli para hacerles frente.
A mediados de junio, Ilghazi acampó en Quinnasrin, a veinticuatro km de Alepo, esperando refuerzos de Toghtequin, el emir de Damasco. Roger, a pesar de las advertencias que se le hicieron, reunió su ejército para salir a campo abierto sin esperar a sus aliados y alrededor del 20 de junio su ejército de 700 jinetes y cuatro mil infantes acampó ante el fuerte de Tel-Aquibrin, al borde de la llanura de Sarmeda, para esperar refuerzos. El 27 de junio el cercano castillo franco de Athareb fue atacado y hubo de ser reforzado quedando al mando de Roberto de Vieux-Ponts. Roger se dio entonces cuenta de que tiene el enemigo muy cerca y envía su tesoro al castillo de Artak, en el camino de Antioquía.

## La batalla
Durante la noche un sonámbulo recorrió el campamento cristiano augurando un gran desastre. Los musulmanes emplearon la noche en cercar al enemigo. Al amanecer, Roger estaba completamente rodeado. Un viento seco y pesado, el khamsin soplaba desde el sur. El arzobispo de Apamea, Pedro, predicó y confesó a los cristianos. Roger dividió su ejército en cuatro divisiones más una de reserva. La batalla comenzó con un duelo de arqueros de los dos ejércitos, pero después de algunos éxitos iniciales de los cruzados se dio cuenta de que no podía romper el cerco y que la batalla estaba perdida. El viento polvoriento cambió de sur a norte, cegando a los jinetes. El ejército cristiano quedó destrozado y a merced de los musulmanes. Roger, el regente de Antioquía cayó combatiendo a los pies de una gran cruz enjoyada. Unos cien jinetes consiguieron romper el cerco y se unieron a Roberto de Vieux-Ponts, que volvió de Athareb demasiado tarde para participar en el combate. Decidieron volver a Antioquía. La mayoría de sus compañeros murió en el campo de batalla. Unos pocos, menos afortunados, fueron hechos prisioneros. A mediodía el campo estaba lleno de cadáveres. Los francos denominaron al lugar Ager Saguinis, Campo de Sangre.

## Consecuencias
En la cercana Sarmeda, el franco Reinaldo Mazoir se rindió ante Ilghazi, quien le perdonó la vida, pero mandó matar a todos sus compañeros. Los caballeros que habían sido hechos prisioneros fueron arrastrados con cadenas y torturados en los campos alrededor de Alepo y más tarde en las calles de la ciudad.
En Antioquía se prepararon para la defensa ante lo que creyeron un inminente ataque musulmán que sacara partido a la batalla.
Ilghazi mandó mensajes a sus aliados, quienes le felicitaron por su gran victoria. Seguidamente se puso en marcha sobre Artak.Allí entró en la ciudad, pero un armenio llamado José que estaba al mando de la ciudadela donde estaba guardado el tesoro de Roger, convenció a Ilghazi de que simpatizaba con los musulmanes, pero que su hijo está preso, rehén en Antioquía. Dejó pues la ciudad en manos de José y de uno de sus emires y volvió a Alepo donde se dedicó a festejar la victoria.
Mientras tanto Balduino II de Jerusalén y Ponce de Trípoli llegaron a Antioquía. Despejaron los alrededores de merodeadores y reunieron a los notables de la ciudad para decidir el futuro del Principado. Puesto que el Príncipe era un niño que residía en Italia, se decidió que el principado quedaría bajo la protección de Balduino hasta su mayoría de edad, momento en que se casaría con una de la hijas del rey. Después el rey salió de Antioquía con unos setecientos jinetes y mil infantes para atacar a los musulmanes. El ejército musulmán se vio reforzado por la llegada de Toghtekin, el emir de Damasco. Por su parte el ejército cristinano se vio reforzado por tropas procedentes de las distintas fortalezas y castillos que eran abandonados ante el empuje musulmán.
El encuentro tuvo lugar junto al pueblo de Hab. Murieron gran cantidad de hombres de ambos bandos. Ilghazi y Toghtekin se retiraron con muchos prisioneros, pero el empuje musulmán había sido detenido, y los dos bandos se proclamaron victoriosos. En Alepo fueron asesinados muchos prisioneros. Roberto el Leproso, fue decapitado personalmente por Toghtekin, ante el estupor de Ilghazi que planeaba pedir un gran rescate con el que pagar a sus tropas. Balduino se retiró a Antioquía después de reconquistar algunas fortalezas perdidas y puso el Principidado y el condado de Edesa en orden antes de volver a Jerusalén en el invierno de 1119.